# Жовнинська сільська рада
Жо́внинська сільська́ ра́да — адміністративно-територіальна одиниця та орган місцевого самоврядування в Чорнобаївському районі Черкаської області. Адміністративний центр — село Жовнине.

## Загальні відомості
- Населення ради: 1 058 осіб (станом на 2001 рік)

## Населені пункти
Сільській раді були підпорядковані населені пункти:
- с. Жовнине

## Склад ради
Рада складалася з 14 депутатів та голови.
- Голова ради: Озівський Анатолій Васильович
- Секретар ради: Соса Валентина Ільківна

### Керівний склад попередніх скликань
| Прізвище, ім'я, по батькові       | Основні відомості                                                         | Дата обрання | Дата звільнення |
| --------------------------------- | ------------------------------------------------------------------------- | ------------ | --------------- |
| Омельченко Володимир Митрофанович | Сільський голова, 1957 року народження                                    | 26.03.2006   | 31.10.2010      |
| Озівський Анатолій Васильович     | Сільський голова, 1958 року народження, освіта вища, член Партії регіонів | 31.10.2010   |                 |

Примітка: таблиця складена за даними сайту Верховної Ради України

### Депутати
За результатами місцевих виборів 2010 року депутатами ради стали:

#### За суб'єктами висування
| Суб'єкт висування | Кількість обраних депутатів | %    |
| ----------------- | --------------------------- | ---- |
| Партія регіонів   | 11                          | 78,6 |
| Самовисування     | 3                           | 21,4 |

#### За округами
| № округу        | Прізвище, ім'я, по батькові      | Дата визнання обраним | Освіта             | Партійна приналежність | Відомості про обраного депутата                   |
| --------------- | -------------------------------- | --------------------- | ------------------ | ---------------------- | ------------------------------------------------- |
| Партія регіонів |                                  |                       |                    |                        |                                                   |
| 3               | Соса Валентина Ільківна          | 01.11.2010            | вища               | позапартійна           | Жовнинська сільська рада, секретар                |
| 5               | Рудь Ольга Григорівна            | 01.11.2010            | середня спеціальна | позапартійна           | Жовнинська сільська рада, спеціаліст              |
| 6               | Соса Ольга Григорівна            | 01.11.2010            | вища               | позапартійна           | Жовнинська сільська рада, спеціаліст ІІ категорії |
| 7               | Мищенко Ніна Іванівна            | 01.11.2010            | вища               | позапартійна           | Жовнинський НВК, вчитель                          |
| 8               | Озівська Людмила Іванівна        | 01.11.2010            | вища               | позапартійна           | Жовнинський НВК, вчитель                          |
| 9               | Старик Петро Миколайович         | 01.11.2010            | вища               | позапартійний          | СТОВ ім. Чкалова, завідувач складу                |
| 10              | Йова Олена Володимирівна         | 01.11.2010            | вища               | позапартійна           | Жовнинський ДНЗ, вихователь                       |
| 11              | Кам'янський Анатолій Миколайович | 01.11.2010            | вища               | позапартійний          | СТОВ ім. Чкалова, завідувач гаражу                |
| 12              | Павлуша Юрій Олександрович       | 01.11.2010            | середня спеціальна | позапартійний          | СТОВ ім. Чкалова, електрик                        |
| 13              | Маренич Марія Григорівна         | 01.11.2010            | середня спеціальна | позапартійна           | СТОВ ім. Чкалова, завідувачка МТФ                 |
| 14              | Зяблова Віра Миколаївна          | 01.11.2010            | вища               | позапартійна           | СТОВ ім. Чкалова, головний бухгалтер              |
| Самовисування   |                                  |                       |                    |                        |                                                   |
| 1               | Шафорост Григорій Васильович     | 01.11.2010            | середня            | позапартійний          | пенсіонер                                         |
| 2               | Потапенко Галина Федорівна       | 01.11.2010            | середня            | позапартійна           | СТОВ ім. Чкалова, оператор машинного доїння       |
| 4               | Різник Сергій Іванович           | 01.11.2010            | вища               | позапартійний          | СТОВ ім. Чкалова, головний ветеринарний лікар     |